# Golden Globe Awards 2005
Die 62. Golden-Globe-Verleihung fand am 16. Januar 2005 statt.

## Nominierungen und Gewinner im Bereich Film

### Bester Film – Drama
Aviator (The Aviator) – Regie: Martin Scorsese
- Hautnah (Closer) – Regie: Mike Nichols
- Hotel Ruanda (Hotel Rwanda) – Regie: Terry George
- Kinsey – Die Wahrheit über Sex (Kinsey) – Regie: Bill Condon
- Million Dollar Baby – Regie: Clint Eastwood
- Wenn Träume fliegen lernen (Finding Neverland) – Regie: Marc Forster

### Bester Film – Komödie/Musical
Sideways – Regie: Alexander Payne
- Das Phantom der Oper (The Phantom of the Opera) – Regie: Joel Schumacher
- Die Unglaublichen – The Incredibles (The Incredibles) – Regie: Brad Bird
- Ray – Regie: Taylor Hackford
- Vergiss mein nicht! (Eternal Sunshine of the Spotless Mind) – Regie: Michel Gondry

### Beste Regie
Clint Eastwood – Million Dollar Baby
- Marc Forster – Wenn Träume fliegen lernen (Finding Neverland)
- Mike Nichols – Hautnah (Closer)
- Alexander Payne – Sideways
- Martin Scorsese – Aviator

### Bester Hauptdarsteller – Drama
Leonardo DiCaprio – Aviator (The Aviator)
- Javier Bardem – Das Meer in mir (Mar Adentro)
- Don Cheadle – Hotel Ruanda (Hotel Rwanda)
- Johnny Depp – Wenn Träume fliegen lernen (Finding Neverland)
- Liam Neeson – Kinsey – Die Wahrheit über Sex (Kinsey)

### Beste Hauptdarstellerin – Drama
Hilary Swank – Million Dollar Baby
- Scarlett Johansson – Lovesong for Bobby Long (Lovesong for Bobby Long)
- Nicole Kidman – Birth
- Imelda Staunton – Vera Drake
- Uma Thurman – Kill Bill – Volume 2

### Bester Hauptdarsteller – Komödie/Musical
Jamie Foxx – Ray
- Jim Carrey – Vergiss mein nicht! (Eternal Sunshine of the Spotless Mind)
- Paul Giamatti – Sideways
- Kevin Kline – De-Lovely – Die Cole Porter Story (De-Lovely)
- Kevin Spacey – Beyond the Sea – Musik war sein Leben (Beyond the Sea)

### Beste Hauptdarstellerin – Komödie/Musical
Annette Bening – Being Julia
- Ashley Judd – De-Lovely – Die Cole Porter Story (De-Lovely)
- Emmy Rossum – Das Phantom der Oper (The Phantom of the Opera)
- Kate Winslet – Vergiss mein nicht! (Eternal Sunshine of the Spotless Mind)
- Renée Zellweger – Bridget Jones – Am Rande des Wahnsinns (Bridget Jones – The Edge of Reason)

### Bester Nebendarsteller
Clive Owen – Hautnah (Closer)
- David Carradine – Kill Bill – Volume 2
- Thomas Haden Church – Sideways
- Jamie Foxx – Collateral
- Morgan Freeman – Million Dollar Baby

### Beste Nebendarstellerin
Natalie Portman – Hautnah (Closer)
- Cate Blanchett – Aviator (The Aviator)
- Laura Linney – Kinsey – Die Wahrheit über Sex (Kinsey)
- Virginia Madsen – Sideways
- Meryl Streep – Der Manchurian Kandidat (The Manchurian Candidate)

### Bestes Drehbuch
Alexander Payne, Jim Taylor – Sideways
- Charlie Kaufman – Vergiss mein nicht! (Eternal Sunshine of the Spotless Mind)
- John Logan – Aviator (The Aviator)
- David Magee – Wenn Träume fliegen lernen (Finding Neverland)
- Patrick Marber – Hautnah (Closer)

### Beste Filmmusik
Howard Shore – Aviator (The Aviator)
- Clint Eastwood – Million Dollar Baby
- Jan A. P. Kaczmarek – Wenn Träume fliegen lernen (Finding Neverland)
- Rolfe Kent – Sideways
- Hans Zimmer – Spanglish

### Bester Filmsong
„Old Habits Die Hard“ aus Alfie – Mick Jagger, David A. Stewart
„Accidentally in Love“ aus Shrek 2 – Der tollkühne Held kehrt zurück (Shrek 2) – David Bryson, Adam Duritz, David Immerglück, Matthew Malley, Dan Vickrey
„Believe“ aus Der Polarexpress (The Polar Express) – Glen Ballard, Alan Silvestri
„Learn to Be Lonely“ aus Das Phantom der Oper (The Phantom of the Opera) – Charles Hart, Andrew Lloyd Webber
„Million Voices“ aus Hotel Ruanda (Hotel Rwanda) – Jerry Duplessis, Andrea Guerra, Wyclef Jean

### Bester fremdsprachiger Film
Das Meer in mir (Mar adentro), Spanien – Regie: Alejandro Amenábar
- Die Kinder des Monsieur Mathieu (Les Choristes), Frankreich – Regie: Christophe Barratier
- Die Reise des jungen Che (Diarios de motocicleta) – Regie: Walter Salles
- House of Flying Daggers (Shí Miàn Mái Fú), China – Regie: Zhang Yimou
- Mathilde – Eine große Liebe (Un long dimanche de fiançailles), Frankreich – Regie: Jean-Pierre Jeunet

## Nominierungen und Gewinner im Bereich Fernsehen

### Beste Fernsehserie – Drama
Nip/Tuck – Schönheit hat ihren Preis (Nip/Tuck)
- Deadwood
- Die Sopranos (The Sopranos)
- Lost
- 24

### Bester Hauptdarsteller in einer Fernsehserie – Drama
Ian McShane – Deadwood
- Michael Chiklis – The Shield – Gesetz der Gewalt (The Shield)
- Denis Leary – Rescue Me
- Julian McMahon – Nip/Tuck – Schönheit hat ihren Preis (Nip/Tuck)
- James Spader – Boston Legal

### Beste Hauptdarstellerin in einer Fernsehserie – Drama
Mariska Hargitay – Law & Order: New York (Law & Order: Special Victims Unit)
- Edie Falco – Die Sopranos (The Sopranos)
- Jennifer Garner – Alias – Die Agentin (Alias)
- Christine Lahti – Jack & Bobby
- Joely Richardson – Nip/Tuck – Schönheit hat ihren Preis (Nip/Tuck)

### Beste Fernsehserie – Komödie/Musical
Desperate Housewives
- Arrested Development
- Entourage
- Sex and the City
- Will & Grace

### Bester Darsteller einer Fernsehserie – Komödie/Musical
Jason Bateman – Arrested Development
- Zach Braff – Scrubs – Die Anfänger (Scrubs)
- Larry David – Lass es, Larry! (Curb Your Enthusiasm)
- Matt LeBlanc – Joey
- Tony Shalhoub – Monk
- Charlie Sheen – Two and a Half Men

### Beste Darstellerin in einer Fernsehserie – Komödie/Musical
Teri Hatcher – Desperate Housewives
- Marcia Cross – Desperate Housewives
- Felicity Huffman – Desperate Housewives
- Debra Messing – Will & Grace
- Sarah Jessica Parker – Sex and the City

### Beste Miniserie oder bester Fernsehfilm
The Life and Death of Peter Sellers
- Alice Paul – Der Weg ins Licht (Iron Jawed Angels)
- American Family
- Ein Werk Gottes (Something the Lord Made)
- The Lion in Winter

### Bester Hauptdarsteller in einer Miniserie oder einem Fernsehfilm
Geoffrey Rush – The Life and Death of Peter Sellers
- Mos Def – Ein Werk Gottes (Something the Lord Made)
- Jamie Foxx – Redemption: The Stan Tookie Williams Story
- William H. Macy – Der Schutzengel (The Wool Cap)
- Patrick Stewart – The Lion in Winter

### Beste Hauptdarstellerin in einer Miniserie oder einem Fernsehfilm
Glenn Close – The Lion in Winter
- Blythe Danner – Back When We Were Grown Ups
- Julianna Margulies – The Grid
- Miranda Richardson – The Lost Prince
- Hilary Swank – Alice Paul – Der Weg ins Licht (Iron Jawed Angels)

### Bester Nebendarsteller in einer Serie, einer Miniserie oder einem Fernsehfilm
William Shatner – Boston Legal
- Sean Hayes – Will & Grace
- Michael Imperioli – Die Sopranos (The Sopranos)
- Jeremy Piven – Entourage
- Oliver Platt – Huff – Reif für die Couch (Huff)

### Beste Nebendarstellerin in einer Serie, einer Miniserie oder einem Fernsehfilm
Anjelica Huston – Alice Paul – Der Weg ins Licht (Iron Jawed Angels)
- Drea de Matteo – Die Sopranos (The Sopranos)
- Nicollette Sheridan – Desperate Housewives
- Charlize Theron – The Life and Death of Peter Sellers
- Emily Watson – The Life and Death of Peter Sellers

## Miss Golden Globe
Kathryn Eastwood (Tochter von Clint Eastwood und Jacelyn Reeves)